# Abatia
Abatia (sinònim: Raleighia) Gardner) és un gènere de plantes dins la família Salicaceae. Són plantes natives d'Amèrica Central i Amèrica del Sud. Anteriorment estava classificat dins la família Flacourtiaceae, o en la tribu Abatieae de la família Passifloraceae (Lemke 1988) o Samydaceae per G. Bentham i J.D. Hooker i Hutchinson.
Són arbres de fulles oposades amb petites estípules i glàndules marginals a les fulles.
Els fruits de l'espècie amb nom comú de cuma cuma, galgatama o taucca taucca (Abatia rugosa Ruiz & Pav.) són una font de tint negre al Perú.

## Taxonomia
- Abatia americana Eichl.
- Abatia angeliana Alford
- Abatia microphylla Taub.
- Abatia parviflora Ruiz & Pav. - Smallflower Abatia. Costa Rica; Colòmbia; Ecuador; Perú
- Abatia rugosa Ruiz & Pav.
- Abatia tomentosa Mart. ex Eichl.